# Chuck Blazer
Charles Gordon Blazer (New York, 26 april 1945 - New Jersey, 12 juli 2017) was een Amerikaanse voetbalbestuurder, die een aantal hoge functies bekleedde voordat hij een informant van de Amerikaanse regering werd over wijdverbreide corruptie binnen het voetbal . Hij was lid van het Uitvoerend Comité van de FIFA van 1996 tot 2013, de algemeen secretaris van de CONCACAF van 1990 tot 2011 en uitvoerend vicepresident van de Amerikaanse voetbalbond .
In 2013 gaf Blazer toe te hebben samengespannen met andere leden van het uitvoerend comité van FIFA om steekpenningen te accepteren in combinatie met het mislukte bod van Marokko en het succesvolle bod van Zuid-Afrika om WK-gastheren te worden in respectievelijk 1998 en 2010 . Zijn bekentenissen kwamen tijdens een getuigenverklaring die werd afgelegd tijdens een verzegelde veroordelingsprocedure bij een federale rechtbank in New York.